# گمینا پژسوخا
گمینا پژسوخا (به لهستانی:  Gmina Przysucha) یک گمینا در لهستان است که در شهرستان پژسوخا واقع شده‌است. گمینا پژسوخا ۱۸۱٫۳۱ کیلومتر مربع مساحت و ۱۲٬۴۳۶ نفر جمعیت دارد.